# 4214 Veralynn
4214 Veralynn је астероид главног астероидног појаса чија средња удаљеност од Сунца износи 2,419 астрономских јединица (АЈ).
Апсолутна магнитуда астероида је 12,8.